# Liste der Dreitausender in Vorarlberg
Die Liste der Dreitausender in Vorarlberg, die auch zugleich eine Liste der höchsten Berge in Vorarlberg ist, umfasst alle Haupt- und Nebengipfel von Bergen im österreichischen Bundesland Vorarlberg, die eine Höhe von mehr als 3000 Metern über Adria (m ü. A.) aufweisen. Es existieren insgesamt 20 solcher Gipfel in Vorarlberg, wobei der höchste davon mit einer Höhe von 3312 m ü. A. der Große Piz Buin in der Silvretta-Gebirgsgruppe direkt an der Staatsgrenze zur Schweiz ist. Der niedrigste Dreitausender im Vorarlberger Landesgebiet ist die 3029 m ü. A. hohe Haagspitze.
Sämtliche Dreitausender Vorarlbergs befinden sich im äußersten Süden des Landesgebiets, im Gemeindegebiet von Gaschurn im Montafon und in der Silvretta-Gebirgsgruppe. Der höchste nicht in der Silvretta liegende Berg Vorarlbergs ist die 2965 m ü. A. hohe – und damit knapp nicht zu den Dreitausendern zählende – Schesaplana im Rätikon.

## Dreitausender in Vorarlberg

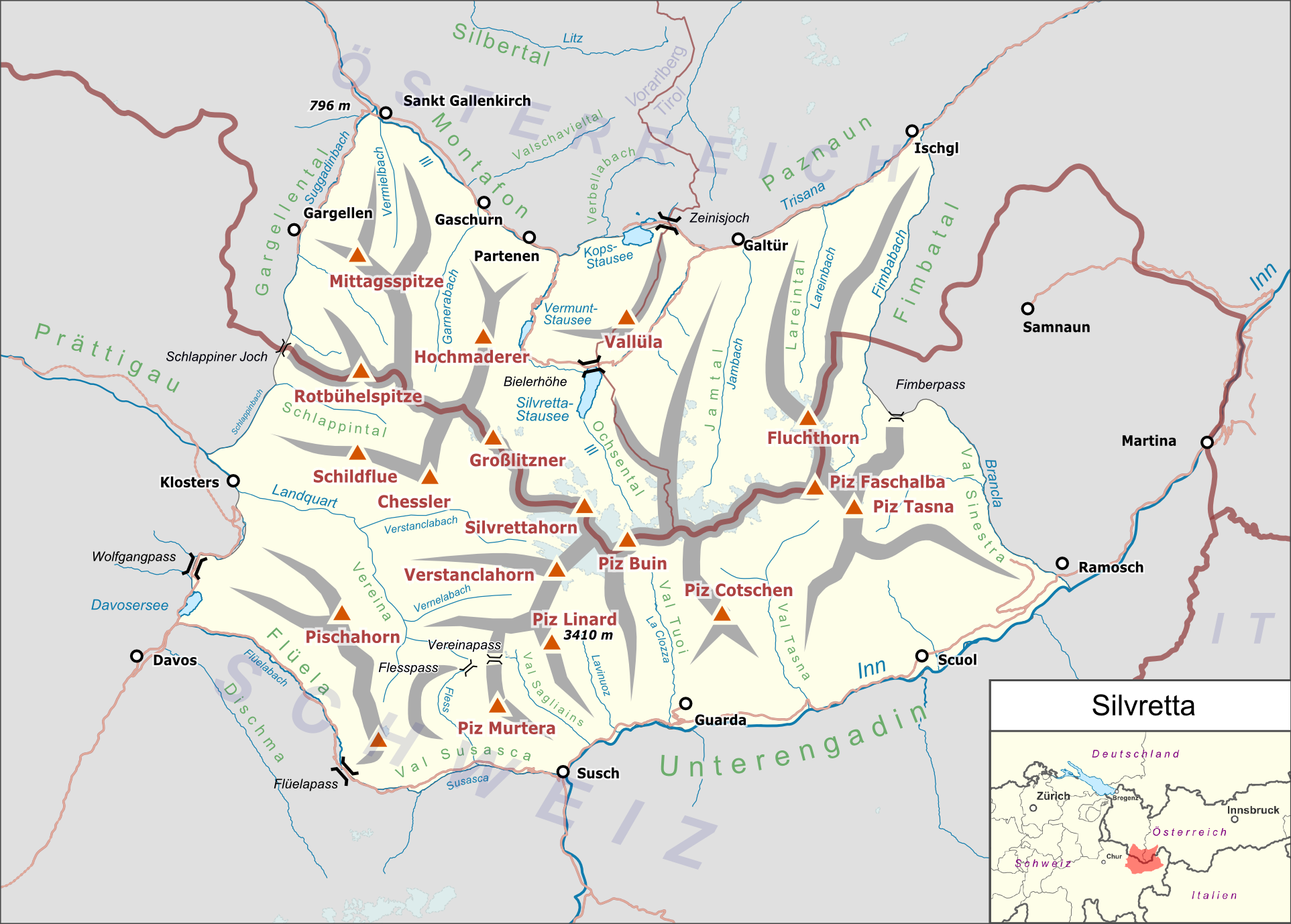
Übersichtskarte der Silvretta

- Rang: Gibt den Rang des Berges gereiht nach Höhe in dieser Liste an. Zugleich bildet diese Rangliste auch die Reihung der höchsten Berge Vorarlbergs. Aufgeführt werden insgesamt 22 Dreitausender.
- Bild: Sofern vorhanden wird ein Bild des Gipfels des jeweiligen Bergs angezeigt.
- Gipfel: Bezeichnung des Berggipfels in der jeweils amtlich in Vorarlberg verwendeten Form (in der Regel daher auf Deutsch, wobei die Bezeichnungen mit Piz aus der Rätoromanischen Sprache entlehnt sind).
- Höhe: Höhenangaben nach amtlicher österreichischer Messung basierend auf Daten des Bundesamts für Eich- und Vermessungswesen sowie des Vorarlberger Landesamts für Vermessung und Geoinformation. Angaben in Meter über Adria.
- Lage: Bundesland, in dem sich der Berggipfel befindet sowie Angabe der Koordinaten des jeweiligen Gipfels.
- Gebirge / Massiv: Gebirgsgruppe, in der sich der jeweilige Gipfel befindet nach Alpenvereinseinteilung der Ostalpen (AVE).
- Dominanz: Die Dominanz beschreibt den Radius des Gebietes, das der Berg überragt, angegeben in Kilometern mit Bezugspunkt. Ist ein Link angegeben, so handelt es sich aus Mangel an genaueren Informationen um die Luftlinie zum nächsthöheren Berg.
- Schartenhöhe: Die Schartenhöhe ist die Höhendifferenz zwischen Gipfelhöhe und der höchstgelegenen Einschartung, bis zu der man mindestens absteigen muss, um einen höheren Gipfel zu erreichen. Angegeben in Metern mit Bezugspunkt. Sie hat einen noch größeren Fehlerbereich als Gipfelhöhen, da die Passhöhenschätzungen ebenfalls variieren, während nicht alle Tiefpunkte zwischen Gipfeln gemessen wurden.
- Anmerkung: der farbige Balken ist ein Link zu Wikidata; gibt es noch weitere Bilder, so wird ein Link dazu angegeben

| Rang | Bild | Gipfel                                | Höhe (m ü. A.) | Lage                                                  | Gebirge / Massiv | Dominanz                        | Schartenhöhe                                 | Anmerkung      |
| ---- | --- | ------------------------------------- | -------------- | ----------------------------------------------------- | ---------------- | ------------------------------- | -------------------------------------------- | -------------- |
| 1.   | | Großer Piz Buin, Piz Buin             | 3312           | Vorarlberg, Schweiz 46° 50′ 39″ N, 10° 7′ 8″ O        | Silvretta        | 6,1 km → Piz Linard             | 544 m ↓ Futschölpass                         | weitere Bilder |
| 2.   | | Kleiner Piz Buin, Piz Buin Pitschen   | 3255           | Vorarlberg, Schweiz 46° 50′ 33″ N, 10° 6′ 44″ O       | Silvretta        | 0,6 km → Großer Piz Buin        | 199 m ↓ Buin-Lücke                           | weitere Bilder |
| 3.   | | Silvrettahorn                         | 3244           | Vorarlberg, Schweiz 46° 51′ 29″ N, 10° 5′ 33″ O       | Silvretta        | 2,3 km → Kleiner Piz Buin       | 201 m ↓ Fuorcla dal Cunfin                   | weitere Bilder |
| 4.   | | Schneeglocke                          | 3223           | Vorarlberg 46° 51′ 52″ N, 10° 5′ 8″ O                 | Silvretta        | 0,9 km → Silvrettahorn          | 83 m ↓ Silvrettalücke                        | weitere Bilder |
| 5.   | | Signalhorn                            | 3210           | Vorarlberg, Schweiz 46° 51′ 0″ N, 10° 5′ 44″ O        | Silvretta        | 1,1 km → Kleiner Piz Buin       |                                              | weitere Bilder |
| 6.   | | Schattenspitze                        | 3202           | Vorarlberg 46° 52′ 3″ N, 10° 5′ 15″ O                 | Silvretta        | 0,35 km → Schneeglocke          | 130 m ↓ Schattenlücke                        | weitere Bilder |
| 7.   | | Dreiländerspitze                      | 3197           | Tirol, Vorarlberg, Schweiz 46° 51′ 4″ N, 10° 8′ 42″ O | Silvretta        | 1,9 km → Großer Piz Buin        | 304 m ↓ Urezzasjoch                          | weitere Bilder |
| 8.   | | Knoten, Piz Grambola                  | 3190           | Vorarlberg, Schweiz 46° 51′ 41″ N, 10° 5′ 15″ O       | Silvretta        | 0,18 km → Schneeglocke          | 15 m                                         | weitere Bilder |
| 9.   | | unbenannter Gipfel S2                 | 3174           | Vorarlberg, Schweiz 46° 50′ 47″ N, 10° 7′ 13″ O       | Silvretta        | 0,3 km → Piz Buin               | ca. 60 m ↓ Scharte zum Piz Buin              |                |
| 10.  | Rotfluh von Nordwesten (von der Sonntagsspitze)                                                                                  | Rotfluh                               | 3166           | Vorarlberg, Schweiz 46° 51′ 38″ N, 10° 4′ 52″ O       | Silvretta        | 0,5 km → Knoten                 |                                              | weitere Bilder |
| 11.  | | Silvretta Egghorn                     | 3147           | Vorarlberg, Schweiz 46° 51′ 5″ N, 10° 5′ 32″ O        | Silvretta        |                                 |                                              | weitere Bilder |
| 12.  | | Wiesbadener Grätle, Wiesbadner Grätle | 3144           | Vorarlberg 46° 50′ 52″ N, 10° 7′ 9″ O                 | Silvretta        | 0,2 km → unbenannter Gipfel S2  | ca. 50 m ↓ Scharte zum unbenannten Gipfel S2 |                |
| 13.  | | Piz Jeramias, Piz Jeremias            | 3136           | Vorarlberg, Schweiz 46° 50′ 52″ N, 10° 8′ 26″ O       | Silvretta        | 0,5 km → Dreiländerspitze       |                                              | weitere Bilder |
| 14.  | | Großes Seehorn                        | 3121           | Vorarlberg, Schweiz 46° 53′ 17″ N, 10° 1′ 56″ O       | Silvretta        | 4,6 km → Schneeglocke           | 433 m ↓ Rote Furka                           | weitere Bilder |
| 15.  | Klostertaler Egghorn von Norden                                                                                                  | Klostertaler Egghorn                  | 3120           | Vorarlberg 46° 52′ 26″ N, 10° 4′ 46″ O                | Silvretta        | 0,9 km → Schattenspitze         |                                              | weitere Bilder |
| 16.  | | Schattenkopf                          | 3114           | Vorarlberg 46° 52′ 18″ N, 10° 4′ 54″ O                | Silvretta        |                                 |                                              |                |
| 17.  | | Großlitzner, Großer Litzner           | 3109           | Vorarlberg, Schweiz 46° 53′ 12″ N, 10° 2′ 17″ O       | Silvretta        | 0,46 km → Großes Seehorn        | 150 m ↓ Litzner-Hochjoch                     | weitere Bilder |
| 18.  | | Tiroler Kopf Südgipfel                | 3103           | Tirol, Vorarlberg 46° 51′ 59″ N, 10° 8′ 25″ O         | Silvretta        |                                 |                                              |                |
| 19.  | Rauher Kopf (links der Mitte) von Westen beim Aufstieg über den Rauherkopf-Gletscher in die Rauherkopfscharte (rechts der Mitte) | Rauher Kopf, Rauer Kopf               | 3101           | Tirol, Vorarlberg 46° 52′ 16″ N, 10° 8′ 32″ O         | Silvretta        | 2,2 km → Dreiländerspitze       |                                              | weitere Bilder |
| 20.  | | Tiroler Kopf Nordgipfel               | 3095           | Tirol, Vorarlberg 46° 52′ 4″ N, 10° 8′ 20″ O          | Silvretta        | 0,4 km → Rauher Kopf            |                                              | weitere Bilder |
| 21.  | | Ochsenkopf                            | 3057           | Tirol, Vorarlberg 46° 51′ 44″ N, 10° 8′ 23″ O         | Silvretta        | 0,6 km → Tiroler Kopf Südgipfel | 122 m ↓ Tiroler Scharte                      |                |
| 22.  | | Haagspitze                            | 3029           | Tirol, Vorarlberg 46° 52′ 27″ N, 10° 8′ 21″ O         | Silvretta        | 0,4 km → Rauher Kopf            |                                              |                |